# Principe d'effectivité
En droit de l'Union européenne, le principe d'effectivité est appliqué par la Cour de justice de l'Union européenne afin de garantir que pour chaque droit subjectif accordé aux justiciables par les dispositions européennes, il existe dans tous les états membres un recours judiciaire servant à faire valoir le droit en question.